# Villerouge-Termenès
Villerouge-Termenès (okzitanisch Vilaroja de Termenés) ist ein Ort und eine kleine Gemeinde (commune) im Süden Frankreichs mit 163 Einwohnern (Stand 1. Januar 2022). Sie liegt im Département Aude in der Region Okzitanien.

## Lage
Der von viel Wald umgebene Ort Villerouge-Termenès liegt in einer Höhe von etwa 310 Metern ü. d. M. am Ostrand der Corbières etwa 44 Kilometer (Fahrtstrecke) südwestlich von Narbonne bzw. 50 Kilometer südöstlich von Carcassonne. Das Gemeindegebiet wird im Westen vom Flüsschen Libre und im Osten vom Rémouly durchquert. Es ist Teil des Regionalen Naturparks Corbières-Fenouillèdes. Bis zur südwestlich gelegenen Kantonshauptstadt Mouthoumet sind es etwa 13 Kilometer. Der kleine Ort Termes mit seiner imposanten Burgruine liegt etwa 13 Kilometer westlich.

## Bevölkerungsentwicklung
| Jahr      | 1962 | 1968 | 1975 | 1982 | 1990 | 1999 | 2006 | 2017 |
| Einwohner | 210  | 176  | 140  | 146  | 154  | 158  | 158  | 147  |

Im 19. Jahrhundert hatte die Gemeinde meist zwischen 300 und 420 Einwohner. Die Reblauskrise im Weinbau und die Mechanisierung der Landwirtschaft führten zu einem Verlust von Arbeitsplätzen und zu einem kontinuierlichen Absinken der Einwohnerzahlen bis auf die Tiefststände der letzten Jahrzehnte.

## Wirtschaft
Wesentliche Einnahmequelle des Ortes ist der Weinbau; die Weinberge von Villerouge-Termenès liegen innerhalb der geschützten Herkunftsbezeichnung Corbières; die hier produzierten Rot-, Rosé- und Weißweine werden über die Appellationen Languedoc, Aude, Pays d’Oc, Pays Cathare und Corbières vermarktet. Seit den 1970er und 1980er Jahren ist ein wenig Tourismus in Form der Vermietung von Ferienwohnungen (gîtes) als Einnahmequelle hinzugekommen. Schafzucht, der frühere Haupterwerbszweig, wird kaum noch betrieben; dagegen spielt die Zucht und Haltung von Ziegen zur Herstellung der Weichkäsesorte Pélardon auch heute noch eine gewisse Rolle.

## Geschichte
Ob eine kleine Ansiedlung an dieser Stelle bereits vor dem Bau der Burg bestand, oder ob diese sich erst nachträglich entwickelte, ist unbekannt. Seit dem beginnenden 12. Jahrhundert gehörten Burg und Dorf von Villerouge dem Erzbistum Narbonne. Zwar erhoben auch die Grafen von Termes (Seigneurs de Termes) wiederholt Besitzansprüche, die jedoch vom Papst stets abschlägig beurteilt wurden. Die Burg war Vogteisitz und Nebenresidenz des Erzbischofs. Im Jahr 1321 wurde dort  Wilhelm Belibaste, der letzte ‚Vollkommene‘ der Katharersekte, auf dem Scheiterhaufen verbrannt. Mit der Französischen Revolution verfielen sämtliche überkommenen Besitzrechte des Adels und der Kirche. Bis in die 1980er Jahre lebten einige ärmere Familien in den Burggmäuern, die nach dem Erwerb der Burg durch die Gemeinde in den 1990er Jahren grundlegend restauriert wurden.
Im Jahr 1962 wurde der Ort Villerouge in Villerouge-Termenès umbenannt.

## Sehenswürdigkeiten

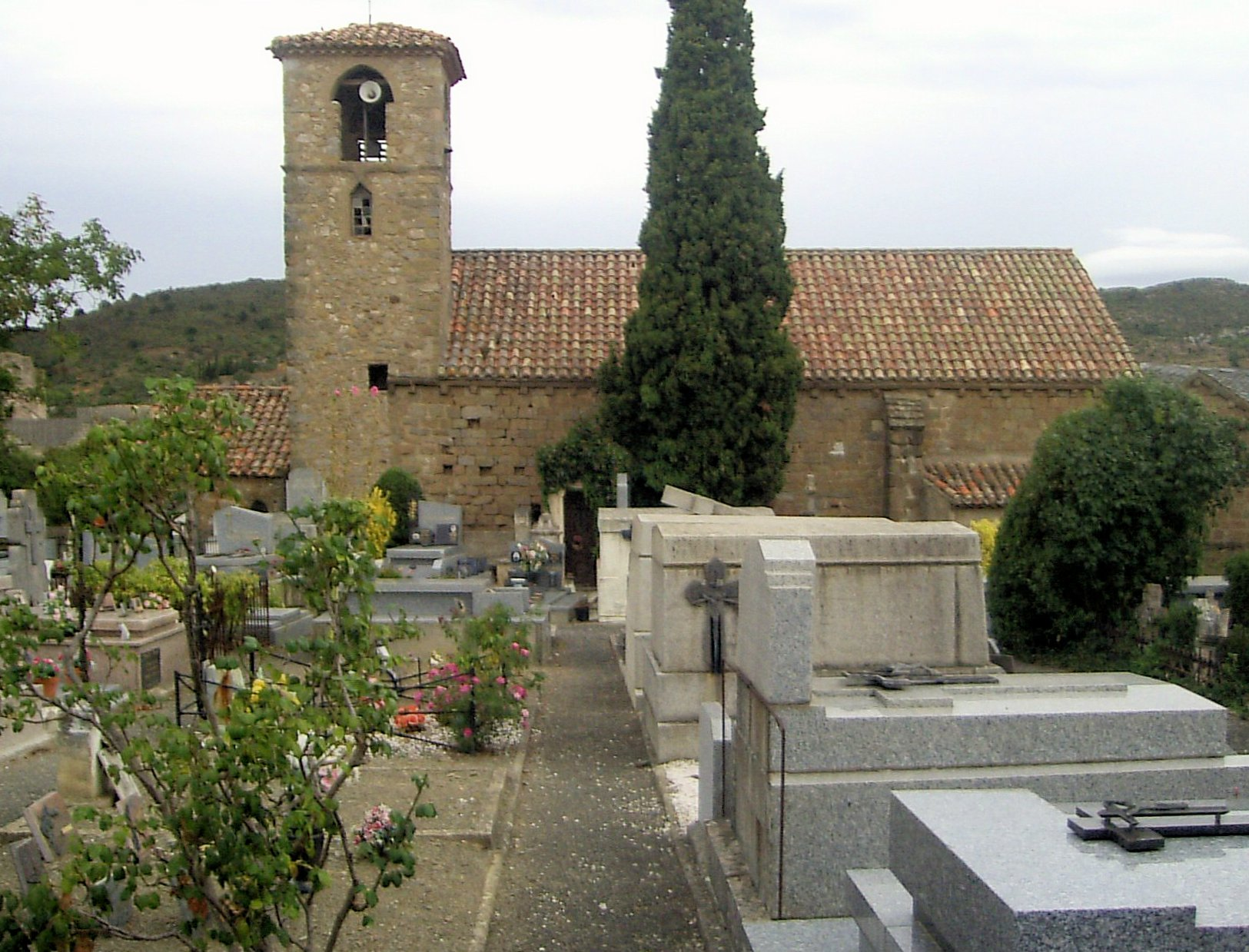
Kirche Saint-Étienne

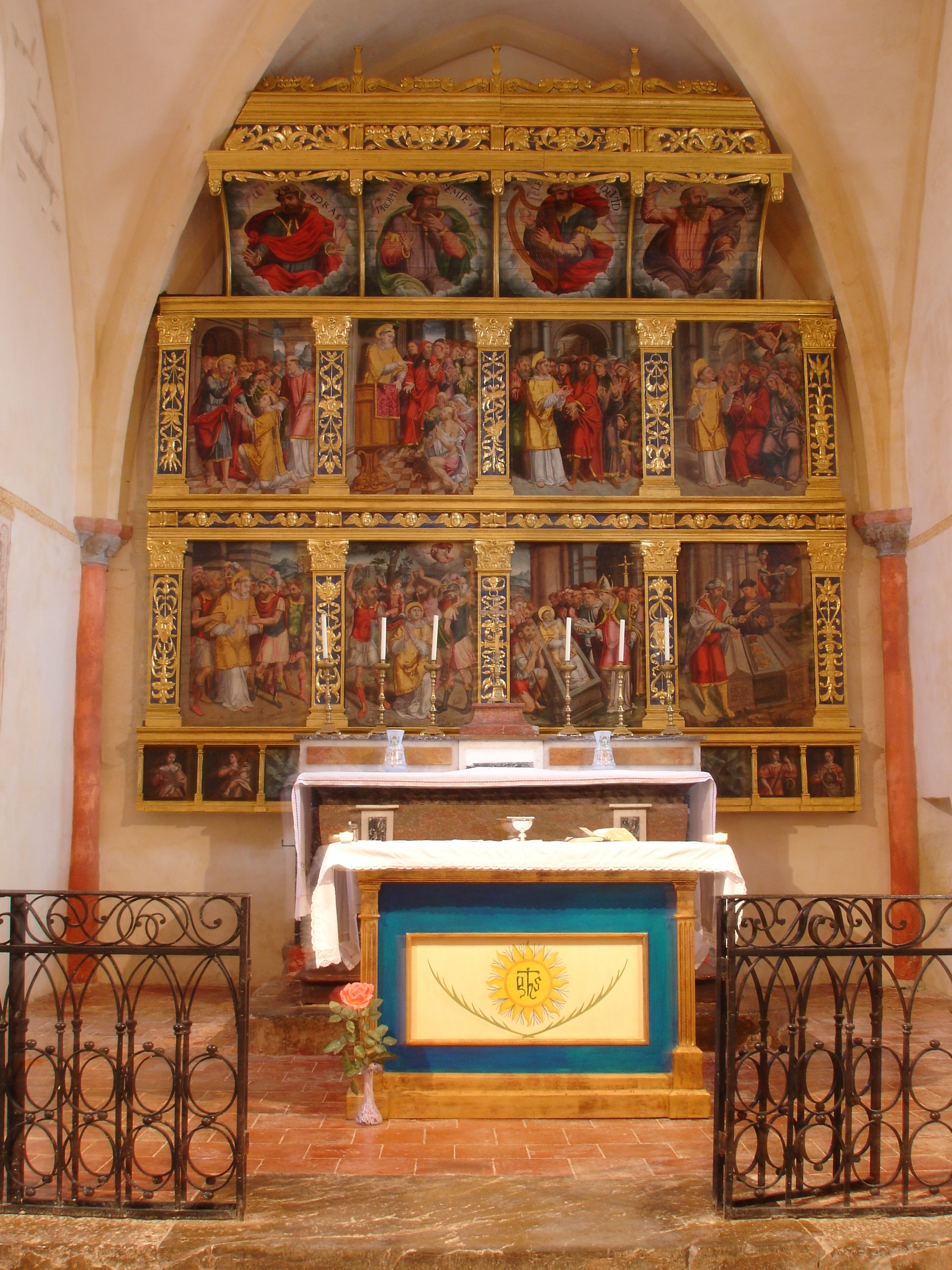
Altarretabel in der Église St-Étienne

### Burg
Die Burg von Villerouge-Termenès wurde im 12. Jahrhundert durch den Erzbischof von Narbonne errichtet und war Sitz eines ihrer elf baillies.

### Sonstige
- Die – mit Ausnahme der Ecksteine – aus nur wenig geglätteten Bruchsteinen errichtete Église Saint-Étienne steht auf der Südseite des Baches Lou und ist die Pfarrkirche des Ortes; sie stammt aus dem 13./14. Jahrhundert. Das spitztonnengewölbte Innere ist – wie bei den meisten Kirchen im Südwesten Frankreichs üblich – einschiffig mit eingezogener quadratischer Apsis. Diese birgt ein sehenswertes Altarretabel aus dem 16. Jahrhundert (Renaissance) mit Szenen aus der Leidensgeschichte des Hl. Stephanus. Auch ein schlichtes romanisches Taufbecken am Eingang verdient Beachtung. Das Kirchenschiff wurde im 19. Jahrhundert verputzt und mit Fugenmalereien etc. ausgestattet; das Bauwerk ist seit dem Jahr 1913 als Monument historique[1] anerkannt.
- Einige Häuser des Ortes zeigen wieder ihr Bruchsteinmauerwerk.
- Eine einbogige mittelalterliche Brücke führt über den Bach Lou, der allerdings nach heftigen oder langanhaltenden Regenfällen zu einem reißenden Gewässer anschwellen kann.
- An der Friedhofsmauer befindet sich ein Kreuz aus dem 16. Jahrhundert, das seit 1941 als Monument historique[2] anerkannt ist.
- Von einem weiteren Kreuz auf dem Kirchplatz ist nur der Sockel aus dem 14. Jahrhundert erhalten; auch er ist seit 1926 als Monument historique[3] anerkannt.
- Ein im Privatbesitz befindliches Wohnhaus vom Ende des 18. Jahrhunderts ist wegen seines Fassadenschmucks seit 1952 als Monument historique[4] eingetragen.

## Persönlichkeiten
- Olivier de Termes (um 1200–1274), der Grundherr (seigneur) der Burg Termes, war auch coseigneur von Villerouge.
- Wilhelm Belibaste (um 1280–1321) (frz. Guillaume, occ. Guilhem) war der letzte 'Vollkommene' (parfait) der Katharer.